# Vladimír Karpenko
Vladimír Karpenko (* 3. říjen 1942 Praha) je český chemik a popularizátor vědy. Pracuje na Přírodovědecké fakultě Univerzity Karlovy v Praze, kde se zabývá biofyzikální chemií a dějinami alchymie. Je členem britské Society for the History of Alchemy and Chemistry, České chemické společnosti a Společnosti pro dějiny věd a techniky.
Je autorem nebo spoluautorem více než 100 vědeckých prací, populárně-naučných knih
- Prvky očima minulosti (1984),
- Křivolaké cesty vědy (1987),
- Alchymie – dcera omylu (1988),
- Tajemství magických čtverců (1997),
- Alchymie - nauka mezi snem a skutečností (2007),
- Alchymie – svět pohádek a legend (2008)

a učebnice Biofyzikální chemie (2000).
Od roku 1961 napsal více než 2000 popularizačních příspěvků, např. pro časopis Vesmír a Český rozhlas.